# Ji'an Yaluspoorbrug
De Ji'an Yaluspoorbrug (Chinees: 集|安|鸭|绿|江|国|境|铁|路|大|桥, Hanyu pinyin: Jí'ān Yālùjiāng Guójìng Tiělù Dàqiáo, Koreaans: 집안압록강국경
철도대교, Jiban Amnokgang Gukgyeong Cheoldo Daegyo) is een enkelspoorspoorbrug over de Yalu. De brug ligt tussen Ji'an in de provincie Jilin en de Noord-Koreaanse stad Manp'o in de provincie Chagang-do.
De vakwerkbrug is 589 meter lang en heeft een hoogte van 16 meter. Met de bouw werd in 1937 begonnen en op 31 juli 1939 kwam de brug gereed. De brug werd door Japan gebouwd die destijds Korea en Mantsjoekwo in handen had.
Tijdens de Koreaanse oorlog werd de brug gebruikt door de Chinezen voor het transport van manschappen en militair materieel. Ondanks aanvallen met bommenwerpers werd de brug tijdens het conflict nauwelijks beschadigd.